# أليس موريل وليمسون
أليس موريل وليمسون (بالإنجليزية: Alice Muriel Williamson) (1869، كليفلاند في الولايات المتحدة - 24 سبتمبر 1933، باث في المملكة المتحدة)؛ كاتِبة وروائية بريطانية.

## روابط خارجية
- أليس موريل وليمسون على موقع قاعدة بيانات برودواي على الإنترنت (الإنجليزية)